# Sympistis extremis
Sympistis extremis là một loài bướm đêm thuộc họ Noctuidae. Nó được tìm thấy ở British Columbia tới Washington và Oregon. Trước đây nó được đặt tên là Oncocnemis chorda extremis, một phụ loài của Oncocnemis chorda, nhưng đã được nâng thành loài riêng Oncocnemis extremis năm 1999 và chuyển qua chi Sympistis vào năm 2008.
Sải cánh dài 30–34 mm.
Ấu trùng ăn các loài Penstemon, particularly Penstemon fruticosus.